# As (canción)
«As» (en español: «Tal como») es una canción compuesta por Stevie Wonder, que originalmente apareció en su álbum de 1976, Songs in the Key of Life (Canciones en clave de vida) y alcanzó en puesto número 36 en la lista Billboard 100.

## Versiones
Mary J. Blige y George Michael lo versionaron como dueto en 1999 y es el segundo sencillo del álbum compilatorio de grandes éxitos de George Michael Ladies & Gentlemen: The Best of George Michael'. También es un sencillo extraído del álbum Mary de Mary J. Blige. Aunque no es publicado en Estados Unidos, entra al Top Ten del Reino Unido, alcanzando la posición #4 en el chart.

### Sencillo
CD-Maxi Epic 666870 2	1999
1. 	«As		»4:42
2. 	George Michael - A Different Corner (Live At Parkinson)		4:28
3. 	«As» (Full Crew Mix)		5:39
Promo - CD-Single Epic XPCD 2328 (Sony)	1999
1. 	«As»

### Listas
| Lista (1999)   | Mejor posición |
| -------------- | -------------- |
| Australia      | 45             |
| Estados Unidos | 57             |
| Francia        | 27             |
| Nueva Zelandia | 21             |
| Países Bajos   | 9              |
| Reino Unido    | 4              |
| Suecia         | 27             |
| Suiza          | 22             |